# Metal Gear
Metal Gear (メタルギア Metaru Gia?) är det första spelet i Metal Gear-serien. Det släpptes 1987 till MSX, NES, C64 och MS-DOS. NES versionen är en omgjord version av originalet som Metal Gear's skapare Hideo Kojima inte låg bakom.

## Handling
Ett gäng terrorister tar över militärbasen Outer Heaven i Afrika och får tag i ett kärnvapen. FOXHOUND skickar sin bästa agent Grey Fox men förlorar kontakten med honom efter orden "Metal Gear". FOXHOUND skickar sin minst erfarna agent Solid Snake som får reda på att Metal Gear är en robot på två ben som kan skjuta kärnvapen från vilken plats som helst på Jorden. Han lyckas infiltrera basen, rädda Grey Fox och rymma.